# Winfield, Illinois
Winfield är en ort (village) i DuPage County, i delstaten Illinois, USA. Enligt United States Census Bureau har orten en folkmängd på 9 145 invånare (2011) och en landarea på 7,7 km².